# Eudyops telmela
Eudyops telmela là một loài bướm đêm trong họ Erebidae.